# Mustela furo
Il furetto (Mustela furo Linnaeus, 1758) è un mammifero carnivoro appartenente alla famiglia dei Mustelidi e alla sottofamiglia dei Mustelinae.

## Etimologia
Il nome scientifico del furetto, Mustela furo, significa “donnola ladra”, in riferimento al comportamento che lo porta a raccogliere e nascondere il cibo e all'odore intenso che emanano.

## Storia
Il furetto è un animale domestico frutto dell'addomesticamento della puzzola europea (Mustela putorius), che risale ad almeno due millenni fa ad opera di Greci e Romani. Lo scopo della domesticazione era sfruttare questi animali per la caccia, in particolare al coniglio, tradizione che è sopravvissuta in certe regioni fino ai giorni nostri.
Il furetto non è un animale selvatico, ma domestico, dato che non esiste in natura. Lo status di animale domestico del furetto è reso ufficiale da una dichiarazione dell'Istituto Nazionale per la Fauna Selvatica (INFS, dal 2008 Istituto Superiore per la Protezione e la Ricerca Ambientale, ISPRA), che ha valore giuridico.

## Caratteristiche
La lunghezza del furetto può variare dai 40 cm (della femmina) ai 60 cm (del maschio). Le femmine sono sempre più piccole rispetto ai maschi. Il peso può variare tra i 500 grammi ed 1 kg (della femmina) e tra i 1,5 kg ed i 2 kg (del maschio).
Come la maggior parte dei suoi parenti Mustelidi, il furetto ha un corpo molto allungato e sinuoso, con zampe corte. La colonna vertebrale è particolarmente flessibile e gli permette di muoversi agilmente, anche all'indietro, in spazi angusti e ristretti.

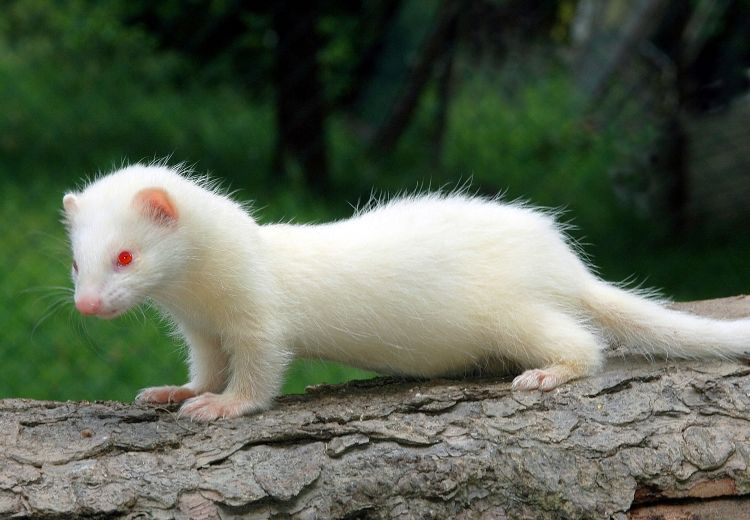
Un esemplare di furetto albino

### Albino
Il furetto albino è la razza di furetto più riconoscibile tra il resto delle altre. Come ci suggerisce il nome, il furetto albino ha un manto che varia dal bianco al bianco panna. Questo colore lo porta in tutto il corpo, eccetto le estremità delle zampe, che hanno un colore più tendente al beige e delle piccole macchie attorno agli occhi. Il colore bianco dipende dalla totale mancanza della pigmentazione necessaria per avere un manto più colorito.
Il furetto albino può essere caratterizzato anche dai suoi occhi color rubino.
Il furetto albino è un animale da compagnia e non viene usato per cacciare.

### Chocolate
Il furetto chocolate, o cioccolato, ha un manto tendenzialmente marrone, o principalmente, marrone chiaro. Mentre il sottopelo varia dal bianco al dorato.
Gli occhi, solitamente, sono neri.

### Champagne
Questa razza di furetto, il furetto champagne, ha il manto di un colore chiaro, marroncina o (bianco) crema scuro. Il sottopelo è estremamente chiaro, tendente al bianco crema, o bianco.
Il naso è tondo, piccolo e un colorito simile al rosa; occhi scuri. 

### Marked white
Il marked white ha il manto completamente bianco, se non che, questo furetto ha una striscia (che parte dalle spalle) marrone o marroncino che arriva fino alla coda, ricoprendola completamente.
Gli occhi possono variare dal nero sino al blu. 

### Panda
Il furetto panda, come ricorda il nome, ha il colore del manto simili (o che ricordano) a quelli del panda gigante (Ailuropoda melanoleuca). Il colore predominante è simile ad un marroncino, con qualche sfumatura di giallo oro.
Al contrario, il muso e le zampe (tutte) sono beige chiaro. Il naso è molto piccolo è rosa molto chiaro.

### Siamese
Il siamese ha il colore del manto che ricorda quello del caramello.
Nel furetto siamese c'è una netta, ed evidente, differenza tra l'addome e il resto del corpo. Infatti, l'addome è di un colore molto scuro, quasi nero; al contrario, il resto del corpo è assomigliante molto al beige. Tali colori ricordano il gatto siamese.
A differenza delle altre razze, questo furetto (come il Marked White) ha la coda molto lunga. Il naso è, come il resto dei furetti, piccolo e rosa.

### Self
Il furetto self è completamente nero, o grigio scuro, se non per una chiazza grigio chiaro che può presentare sotto il muso.

### Roano
Il furetto roano è unico nel suo genere. Infatti, il colore del suo manto è al 50% bianco e il resto viene assunto in natura, in qualsiasi colore.
Se si fa più attenzione, è possibile notare che, più si va verso la coda, più il pelo è folto. La coda è simile a quella del furetto siamese, se non più lunga.

### Aspetti del furetto
Non ha una vista molto sviluppata e né un olfatto molto fine e attento.
La dentatura è tipica del carnivoro, molto sviluppata e tagliente, specie i canini ed è composta in totale da 34 denti. Sono muniti di cinque dita, ciascuno dotato di cuscinetti.
Un esemplare vive in media 7-10 anni.

## Comportamento

Un esemplare di furetto.

Il furetto è un predatore e manifesta questa sua caratteristica nella passione per l'esplorazione e la caccia, anche se ritualizzata nel gioco. I furetti dormono parecchie ore; possiamo dire che questi animali hanno due livelli di attività: o sono attivamente impegnati nel gioco, o dormono profondamente.
Sono animali molto affettuosi e in generale poco aggressivi. L'aggressività può dipendere dalla scarsa abitudine al contatto umano, nel caso ad esempio di animali che sono vissuti per diversi mesi in gabbia in un negozio, prima di essere venduti, come da fattori genetici. 
In generale, i furetti hanno un carattere adattabile; posti in un ambiente nuovo non si spaventano, ma corrono ad esplorarlo. Questo li porta a smarrirsi facilmente.
I furetti tendono ad andare d'accordo, anche se la convivenza traumatica tra soggetti adulti può richiedere un periodo di adattamento.
Amano trovare luoghi nascosti e portarvi dentro oggetti.

## Riproduzione
La femmina va generalmente in calore con l'allungarsi delle giornate, in primavera. Il periodo fertile inizia solitamente a marzo e termina a settembre e si contraddistingue per il progressivo ingrossamento della vulva nella femmina e per l'ingrossamento dei testicoli nel maschio. Nella femmina l'ovulazione è stimolata dall'accoppiamento; se non avviene l'accoppiamento, l'estro dura per tutta la stagione riproduttiva, e cioè da marzo ad agosto-settembre. Durante tale periodo le ovaie continuano a produrre elevati livelli di estrogeni che permangono in circolo per mesi. La femmina può partorire da 1 a 12 piccoli, che nascono ciechi, sordi e privi di pelo.

## Alimentazione

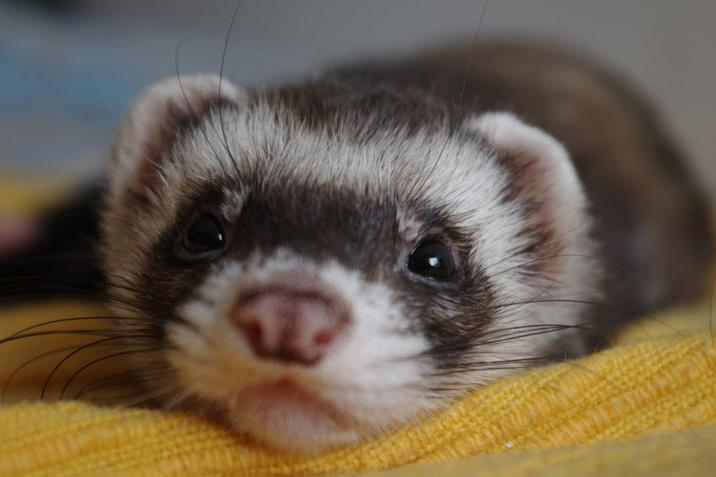
Esemplare di furetto

Il furetto è un carnivoro puro. In cattività può essere nutrito con carne cruda, di solito quaglia o coniglio.
L'adattamento della colonna vertebrale gli permette di entrare e muoversi a suo agio nelle tane delle prede, come topi, nidi d'uccelli, conigli e galline.

## Rapporti con l'uomo
Può avere un comportamento aggressivo solo nel caso in cui il furetto non sia abituato all'uomo. Se viene addomesticato presenta un comportamento docile.

### Caccia con il furetto
Il coniglio selvatico è una preda molto difficile per il cacciatore per l'imprevedibilità nella corsa, l'abitudine a rintanarsi al minimo sospetto, l'eccezionale sviluppo dei sensi e l'innata scaltrezza. 
Inoltre, il coniglio, battendo sonoramente il terreno con i posteriori, mette in allarme tutti i compagni circostanti che si affrettano a guadagnare le tane.
In Italia, soprattutto in Sicilia, dove il selvatico è relativamente abbondante, la caccia al coniglio tipica è quella che si fa con il furetto tenuto in cattività; questo tipo di caccia è regolamentata in maniera molto precisa, infatti, il furetto per cacciare deve indossare una museruola. In Italia, al di fuori della Sicilia, questa caccia è vietata.
Il cacciatore individua la tana grazie al cane, che introduce il muso nel corridoio e grattando, sbuffando o emettendo suoni richiama il cacciatore, che provvede a chiudere con cura tutte le uscite della tana, tranne una o due; attraverso queste uscite introduce il furetto, il quale perseguita il selvatico nei cunicoli e lo costringe a uscire attraverso le aperture rimaste libere.
Il coniglio fugge zigzagando, velocissimo, e i cacciatori devono tirargli con il fucile d'imbracciata. 
La caccia al coniglio con il furetto è tipica delle isole Canarie e della Sicilia.
In Francia, nel secolo scorso il furetto veniva usato con l'uso di reti alle uscite delle tane; cosa che oggi è vietata come tecnica antisportiva.

### Introduzione in natura
Popolazioni ferali alloctone si sono stabilite in diverse aree del mondo, come le isole Shetland e la Nuova Zelanda. In quest'ultima esiste la popolazione ferale più grande di furetti, con un considerevole grado di ibridazione con la versione selvatica, fenomeno molto comune in caso di simpatria delle due sottospecie.  Nel 1877, i fattori della Nuova Zelanda richiesero allo Stato l'introduzione dei furetti come metodo di controllo biologico per il coniglio, specie aliena invasiva molto dannosa per l'agricoltura introdotta alcuni anni prima. 1217 furetti furono così importati negli anni 1882-83 da Londra ma solo 678 raggiunsero le coste della Nuova Zelanda, e 198 furono invece spediti da Melbourne, Australia. Durante il viaggio, furono incrociati con la sottospecie selvatica per migliorarne la capacità di sopravvivenza in natura. Nel 1884 e nel 1886, furono rilasciati circa 4000 furetti, puri ed ibridi, 3099 donnole e 137 ermellini.. Questa azione non supportata da un'attenta valutazione di quelli che avrebbero potuto essere i danni ambientali causati dall'introduzione di questi carnivori alieni generalisti, ha portato ad una drastica diminuzione delle popolazioni di uccelli autoctoni, considerando che la Nuova Zelanda, in precedenza, non presentava mammiferi carnivori.

## Ibridi
Il furetto può dar vita a ibridi con la puzzola europea (Mustela putorius x Mustela putorius furo).